# منصة قبول
منصة قبول هي المنصة الوطنية للقبول الموحد في المملكة العربية السعودية، أطلقتها وزارة التعليم ضمن مبادرات تعزيز التحوّل الرقمي في التعليم، وتوحيد إجراءات القبول في الجامعات والجهات التعليمية في 1 ذو الحجة 1446هـ الموافق 28 مايو 2025م، تتيح التقديم على 28 جهة تعليمية حكومية، تشمل 26 جامعة سعودية، والمؤسسة العامة للتدريب التقني والمهني، وبرنامج خادم الحرمين الشريفين للابتعاث الخارجي "مسار إمداد" لمرحلة البكالوريوس، وهي واحد من منصتيّ وزارة التعليم للتقديم والدراسة في مؤسسات التعليم العالي السعودية من جامعات وكليات، فمنصة ادرس في السعودية للطلاب الغير سعوديين، و(منصة قبول) وهي البوابة الرقمية الموحدة والشاملة التي تخدم مجانا الطلاب السعوديين، والأجانب من أم سعودية فقط.

## عن المنصة
تهدف المنصة إلى تيسير تجربة القبول الجامعي من خلال بوابة رقمية موحدة وشاملة، تُمكّن الطلبة من اختيار تخصصاتهم بناءً على بيانات دقيقة ومحدثة، ووفقًا لميولهم وقدراتهم، وتتكامل المنصة مع عدة جهات حكومية؛ لضمان جودة البيانات واسترجاعها من مصادرها الرسمية، حيث تُوفر بيانات لحظية ومحدثة، وتقارير تحليلية تُسهم في تطوير منظومة القبول وتُعزز من كفاءة التخطيط للطاقة الاستيعابية وإدارة المقاعد الجامعية.

#### المؤسسة العامة للتدريب التقني والمهني
يمكن للطلبة التقديم على الكليات التقنية التابعة للمؤسسة العامة للتدريب التقني والمهني، ضمن البرامج المتاحة في الفترة الصباحية، مع وجود حد أقصى للتقديم وهي 4 كليات للطلاب و3 كليات للطالبات.

#### الابتعاث الخارجي
تتيح المنصة الابتعاث الخارجي بالتكامل مع منصة سفير إلى عدة دول للدراسة في جامعاتها ومتابعة مراحل القبول، مع وجود حد أقصى للتقديم وهو 3 جامعات من الدول التالية:
- بريطانيا
- أمريكا
- ألمانيا
- فرنسا
- اليابان
- كوريا الجنوبية
- الصين
- سنغافورة
- إيطاليا
- الهند
- أستراليا
- سويسرا
- هولندا
- كندا
- إسبانيا

## المستفيدين
تخدم منصة قبول كل سنة الطلاب والطالبات السعوديون الأصحّاء وذوي الإعاقة كذلك، وأبناء المواطنات السعوديات من أب غير سعودي مع وجود شروط إضافية لهم في بعض الجامعات، وتكون الخدمة مجانًا وتُتاح بعد التخرج من المرحلة الثانوية.

## وصلات خارجية
- الموقع الرسمي لمنصة قبول